# ジョルィ
ジョルィ（Żory ([ˈʐɔrɨ] ( 音声ファイル); ドイツ語: Sohrau, シレジア語: Żory, チェコ語: Žáry, Žárov)）は、ポーランド南部、シロンスク県にある都市。2021年の統計で人口62,848人。1999年からはシロンスク県に属している。1975年から1998年まではカトヴィツェ県に属していた。

## 歴史
シレジアの中でも最も古い町の一つであり、ヴワディスワフ・オポルスキによって1272年に都市としての権利を与えられた。
第二次世界大戦期まではドイツ領で、ドイツ語名はゾーラウ（Sohrau）。

## 地区

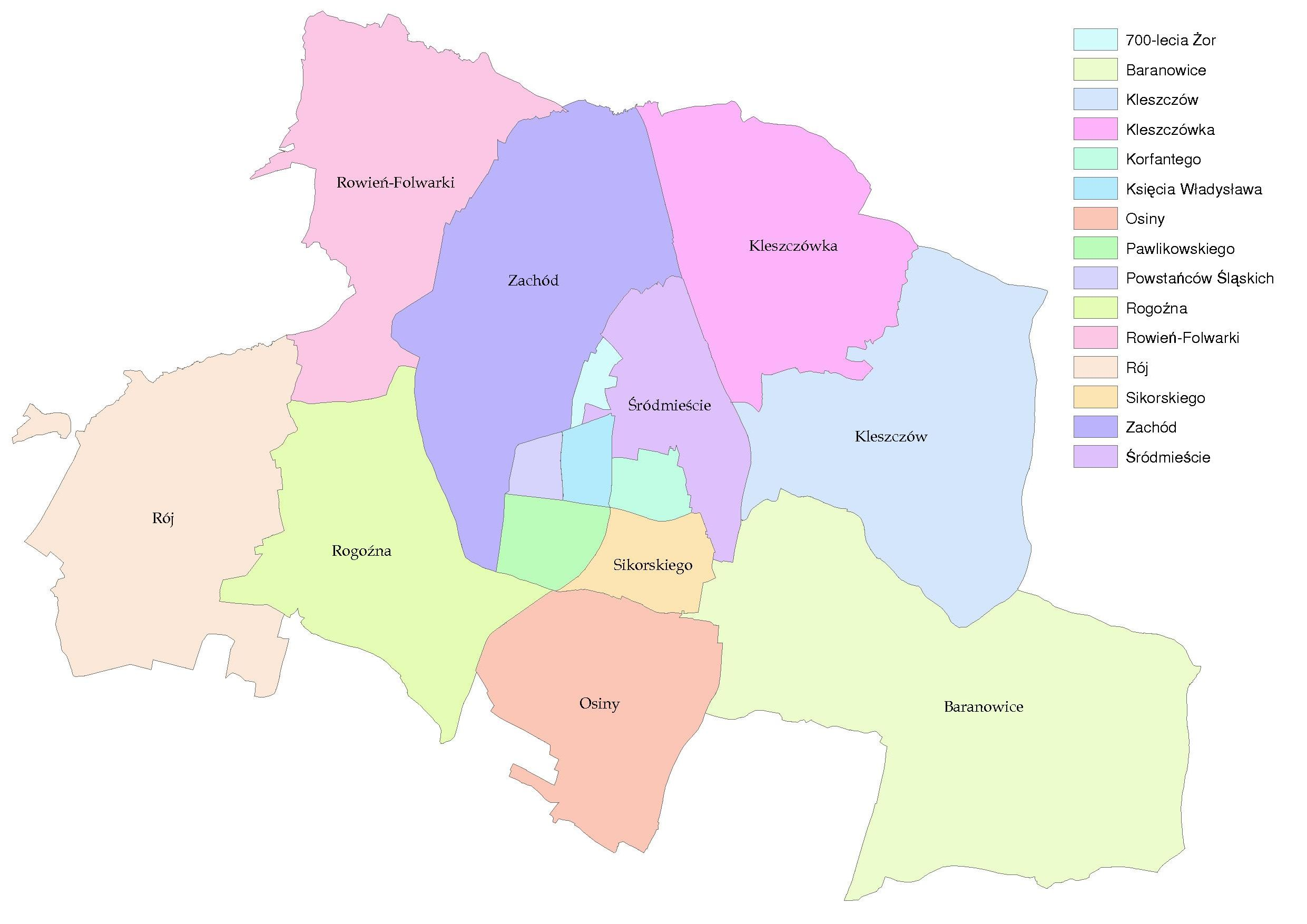

ジョルィ町は、下記の15地区に分けられる。
- Śródmieście
- パフリコフスキェゴ
- ザフド
- クレシュチュフカ
- Powstańców Śląskich
- 700＝レチャ
- コルファンテゴ
- Księcia Władysława
- シコルスキェゴ
- ルイ
- Rogoźna
- バラノヴィツェ
- オシヌィ
- Rowień-Folwarki
- クレシュチュフ

## 人口

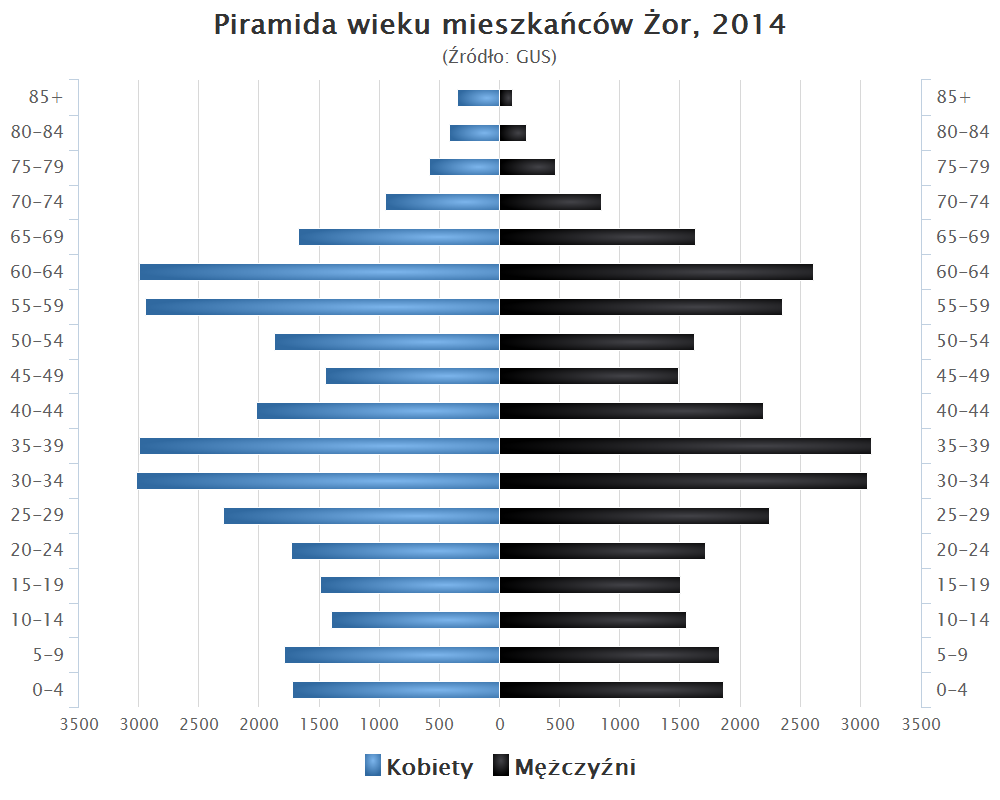
年齢ピラミッド (青が女性、黒が男性。)

- 合計 - 61945人 (2015年12月31日現在)
- 女性 - 31589人
- 男性 - 30356人
- 失業率 - 8.4% (1545人、2015年12月31日現在)[3]

## 経済
2020年の平均月額給与総額は、4,781.16PLN（全国平均86.6%）。

## スポーツ
1920年3月28日、ポーランド最古のスポーツ組織であるポーランド体操協会ソクウ（Sokół）が設立された。
- Pogoń 1922 Żory

女子ハンドボールチームであり、Polish Ekstraklasa Women's Handball Leagueで2003年～2004年のシーズンで一位になった。翌シーズンでプレミアシップに昇格した。

### スポーツ施設
- MOSiRジョルィ
- OLPNジョルィ